# أنصار فلسطين
أنصار فلسطين هي جمعية تونسية تأسست في 20 نوفمبر 2011, تضم حقوقيون ورجال دين ونشطاء سياسيون وتهدف لدعم نضال الشعب الفلسطيني في مواجهة الاستيطان الإسرائيلي.

## أهدافها
يحوصل الكاتب العام لجمعية انصار فلسطين مراد اليعقوبي «ان الوضع الآن تغير بالاتجاه الإيجابي حيث ان بالإمكان الآن ان نفعل الكثير لقضيتنا (القضية الفلسطينية) التي تجمع كل العرب والمسلمين وكل المحبين للقضايا العادلة في العالم.»
وحسب مسؤول العلاقات الخارجية للجمعية لطفي العمدوني «سنعمل على الواجهة الاعلامية والسياسية والدعم المادي والتبرعات وسنتواصل مع الداخل الفلسطيني في غزة والضفة الغربية واراضي 1948 وكذلك في الشتات من اجل تحسين حياة الفلسطينيين وتمكينهم من الاستمرار في المقاومة.»

## الفعاليات
من بين الفعاليات التي نظمتها الجمعية تنظيم معرضا خاصا بالأسرى الفلسطينيين في قاعة المعارض بمدينة الكرم التونسية. كما نظّمت 52 وقفة وتحرّكا نصرة لغزة.

## وصلات خارجية
- صفحة الجمعية على موقع Facebook  على فيسبوك.